# スヴァンテ・スレッソン
スヴァンテ・スレッソン（Svante Thuresson、1937年2月7日 - 2021年5月10日）は、スウェーデンのジャズ・ミュージシャン。彼はドラマーとしてキャリアをスタートさせ、1963年にバンド「ギャルズ・アンド・パルズ（Gals and Pals）」に加入した。スヴァンテは全国選抜で優勝を果たし、1966年のユーロビジョン・ソング・コンテストにスウェーデン代表として参加。「Nygammal vals (New, Old-Fashioned Waltz)」で、第2位となった（リル・リンドフォッシュとの共演）。
2007年、スレッソンとアン・リー・ライドはユーロビジョンのスウェーデン代表を目指してメロディフェスティバル2007にデュオとして出演したが、決勝には進出できなかった。
2021年5月10日、長きにわたる病から84歳で死去した。

## ディスコグラフィ

### アルバム
- Doktor Dolittle (1967年) ※with シュー・マルムクヴィスト、ペル・ミルバーリ、フレッド・オーカーストロム
- Du ser en man (1968年)
- Nyanser (1969年)
- Noaks ark (1970年)
- Albin och Greta (1970年) ※with リル・リンドフォッシュ
- Danspartaj 1 (1972年)
- Den första valsen (1975年)
- Discohits (1978年)
- Den är till dej (1979年)
- 『ジャスト・イン・タイム』 - Just in time (1982年) ※with ヘクター・ビンガート
- Pelle Svanslös (1986年)
- Live (1993年)
- En salig man (1993年)
- Jag är hip, baby (1995年)
- Vi som älskar och slåss (1998年)
- Guldkorn (Samling) (2000年)
- Nya kickar (2002年)[7]
- Svante Thuressons bästa (2004年)
- Box of pearls (2005年) ※with カトリーヌ・マッドセン
- Svante Thuresson & Vänner (2007年)[8]
- Regionala Nyheter: Stockholmsdelen (2011年)
- En cool jul (2011年)

## フィルモグラフィ
- Åsa–Nisse bland grevar och baroner (1961年)
- 『バンビ』 - Bambi (1986年) ※スウェーデン語版・声の出演
- 『ファージングウッドのなかまたち』 - De vilda djurens flykt (1993年-1995年) ※スウェーデン語版・声の出演
- 『ライオン・キング』 - The Lion King (1994年) ※スウェーデン語版・声の出演（ラフィキ役）
- 『ロボッツ』 - Robots (2005年) ※スウェーデン語版・声の出演